# Listă de filme britanice din 2012
Aceasta este o listă de filme britanice din 2012:

## Lista
| Titlu                                         | Regizor           | Actori                      | Gen | Note                                  |  |
| --------------------------------------------- | ----------------- | --------------------------- | --- | ------------------------------------- |  |
| Anna Karenina                                 | Joe Wright        | Tom Stoppard                | Keira Knightley, | Romantic/Drama                        |  |
| Berberian Sound Studio                        | Peter Strickland  | Peter Strickland            | Toby Jones, Tonia Sotiropoulou                                                                                               | Horror                                |  |
| Broken                                        | Rufus Norris      |                             | Eloise Laurence, Tim Roth | Drama/Coming of Age                   |  |
| The Best Exotic Marigold Hotel                | John Madden       | Ol Parker                   | Judi Dench, Bill Nighy, Penelope Wilton                                                                                      | Comedie/Drama                         |  |
| The Dark Knight Rises                         | Christopher Nolan | Jonathan Nolan              | Christian Bale, Michael Caine, Gary Oldman, Tom Hardy, Anne Hathaway, Marion Cotillard, Joseph Gordon-Levitt, Morgan Freeman | Supereroi/Acțiune, Coproducție cu SUA |  |
| Dredd                                         | Pete Travis       | Alex Garland                | Karl Urban, Olivia Thirlby, Lena Headey                                                                                      | Acțiune/Science-Fiction               |  |
| Gambit                                        | Michael Hoffman   |                             | Colin Firth, Cameron Diaz, Alan Rickman                                                                                      | Comedie                               |  |
| Great Expectations                            | Mike Newell       |                             | Jeremy Irvine, Helena Bonham Carter, Holliday Grainger                                                                       | Drama                                 |  |
| The Grind                                     | Rishi Opel        |                             | Zoe Tapper, Jamie Foreman | Crime/Thriller                        |  |
| Hard Boiled Sweets                            | David L.G. Hughes |                             | Philip Barantini, Elizabeth Berrington, Adrian Bower                                                                         | Polițist/Thriller                     |  |
| Learning Hebrew: A Gothsploitation Movie      | Louis Joon        |                             | Zoe Dorman, Dave Disaster, Victoria Gugenheim                                                                                | Thriller                              |  |
| Les Misérables                                | Tom Hooper        |                             | Hugh Jackman, Russell Crowe, Anne Hathaway                                                                                   | Musical/Drama                         |  |
| Life Just Is                                  | Alex Barrett      |                             | Paul Nicholls, Jayne Wisener, Nathaniel Martello-White                                                                       | Drama                                 |  |
| Nativity 2: Danger in the Manger              | Debbie Issett     |                             | David Tennant, Joanna Page,                                                                                                  | Familie, Comedie                      |  |
| The Pirates! In an Adventure with Scientists! | Peter Lord        |                             | Hugh Grant, Salma Hayek, David Tennant                                                                                       | Animație/3-D/Stop-Motion              |  |
| Rise & Fall of a White Collar Hooligan        | Paul Tanter       | Paul Tanter, Raheel Riaz    | Nick Nevern, Simon Phillips, Rebecca Ferdinando                                                                              | Drama Thriller                        |  |
| Seven Psychopaths                             | Martin McDonagh   |                             | Colin Farrell, Sam Rockwell, Woody Harrelson                                                                                 | Crime thriller                        |  |
| Shifty                                        | Eran Creevy       |                             | Riz Ahmed, Daniel Mays, Jason Flemyng                                                                                        | Comedie polițistă                     |  |
| Sightseers                                    | Ben Wheatley      |                             | Alice Lowe, Steve Oram | Comedie/Horror/polițist               |  |
| Skyfall                                       | Sam Mendes        | Neil Purvis and Robert Wade | Daniel Craig, Ralph Fiennes, Javier Bardem,                                                                                  | Acțiune/Aventură/Thriller             |  |
| The Sweeney                                   | Nick Love         |                             | Ray Winstone, Ben Drew, Jeremy Clarkson                                                                                      | Acțiune                               |  |
| Third Contact                                 | Simon Horrocks    |                             | Tim Scott-Walker, Jannica Olin, Oliver Browne                                                                                | Surreal/Thriller                      |  |
| The Wee Man                                   | Ray Burdis        |                             | John Hannah | Polițist                              |  |
| The Woman in Black                            | James Watkins     |                             | Daniel Radcliffe, Ciarán Hinds, Janet McTeer                                                                                 | Thriller Supernatural /Horror         |  |